# Sibiriske føderale distrikt
Det Sibiriske føderale distrikt (russisk: Сиби́рский федера́льный о́круг) er et af de syv føderale distrikter i Rusland og et af de tre asiatiske russiske distrikter. Distriktet har en befolkning på 20.062.938  (2002) personer og en størrelse på 5.114.800 km². Lederen af distriktet er for tiden Anatoly Kvashnin.

## Indeholder
| 1. Republikken Altaj* 2. Altaj kraj 3. Republikken Burjatia 4. Zabajkalskij kraj 5. Irkutsk oblast 6. Republikken Khakasija 7. Kemerovo oblast 8. Krasnojarsk kraj 9. Novosibirsk oblast 10. Omsk oblast 11. Tomsk oblast 12. Republikken Tyva |

Den vestlige del af distriktet (Republikken Altaj, Altaj kraj, Kemerovo oblast, Novosibirsk oblast, Omsk oblast og Tomsk oblast) hører til Vestsibirske økonomiske region. Resten af distriktet udgør Østsibirske økonomiske region.